# Love's Pilgrimage to America
Love's Pilgrimage to America è un film muto del 1916 diretto da Lawrence Marston.
Secondo i dati del copyright, il soggetto si basa sul romanzo Love's Pilgrimage to America di Leslie T. Peacocke di cui non si conosce né la data di pubblicazione né si hanno altri dati . Altre fonti riportano che il nome di Peacocke appare solo come sceneggiatore.

## Trama
Lulu e Tom sono innamorati, ma il loro è un amore contrastato. Lei, figlia di un vescovo, è destinata a sposare un curato; lui, nipote del duca di Bilgewater, deve sposare lady Mary, una sua cugina. I due giovano decidono allora di fuggire insieme, imbarcandosi per l'America. Negli Stati Uniti, Lulu trova lavoro come segretaria presso Lester, un agente teatrale ma viene licenziata quando respinge le avances dell'uomo. Insieme a Tom, che viene assunto come maggiordomo, comincia a lavorare come cameriera. Una notte, però, un ladro si introduce nella casa: Tom, che è riuscito a recuperare il bottino facendo fuggire l'intruso, viene accusato del furto e condannato al carcere. Lulu deve arrangiarsi da sola e finisce anche per travestirsi da ragazzo per sfuggire alle attenzioni degli uomini. Vestita da fattorino, ascolta per caso la conversazione di due avvocati, scoprendo che il duca di Bilgewater è morto, lasciando il titolo e i suoi beni a Tom. Dopo essere riuscita a dimostrare l'innocenza di Tom, parte con lui alla volta dell'Europa.

## Produzione
Il film fu prodotto dall'Universal Film Manufacturing Company.

## Distribuzione
Il copyright del film, richiesto dalla Universal Film Mfg. Co., Inc., fu registrato il 24 dicembre 1915 con il numero LP7285.
Distribuito dall'Universal Film Manufacturing Company il film uscì nelle sale cinematografiche USA il 10 gennaio 1916.